# Psolidocnus
Psolidocnus is een geslacht van zeekomkommers uit de familie Cucumariidae.

## Soorten
- Psolidocnus amokurae (Mortensen, 1925)
- Psolidocnus farquhari (Mortensen, 1925)
- Psolidocnus sacculus (Pawson, 1983)